# ラファエル・レスメス
ラファエル・レスメス・ボベド（Rafael Lesmes Bobed、1926年11月9日 - 2012年10月8日）は、スペイン・セウタ出身の元サッカー選手。現役時代のポジションはDF。

## 経歴
レスメスは、1955-56シーズンからチャンピオンズカップを5連覇した当時のレアル・マドリードで左サイドバックのレギュラーとして活躍した。1949-50シーズンにレアル・バリャドリードでプロデビューを果たし、1951-52シーズンにはバリャドリードでの活躍が評価されてスペイン代表へ初招集された。同代表ではわずか2試合の出場に終わっているが、1950年にフル代表での出場経験が無いながらも1950 FIFAワールドカップのメンバーに選ばれていた。
現役引退後はレアル・マドリードでスカウトとしてクラブに携わっていたが、2012年10月8日、マドリード市内の病院で死去。享年85歳。

## タイトル

### クラブ
レアル・マドリード
- プリメーラ・ディビシオン : 4回 (1953-54, 1954-55, 1956-57, 1957-58)
- チャンピオンズカップ : 5回 (1955-56, 1956-57, 1957-58, 1958-59, 1959-60)
- ラテン・カップ : 2回 (1954-55, 1956-57)